# Alianza Lambda de Venezuela
Alianza Lambda de Venezuela es una organización dedicada a la defensa de los derechos LGBT en Venezuela. Fue una de las primeras organizaciones de la diversidad sexual registrada de manera formal en el país.

## Historia
A finales de 1997 un grupo de integrantes del Movimiento Ambiente de Venezuela (MAV) —compuesto por Jesús Medina, Ybis Infante, José Odober, Oney Clavijo, Tito Salas, Estrella Cerezo y César Sequera— se separó de la agrupación producto de diferencias con su director, Oswaldo Reyes, creando una asociación denominada inicialmente «Unión Gay y Lésbica Lambda de Venezuela». Fue fundada el 12 de febrero de 1998 y registrada oficialmente como asociación civil bajo el nombre de «Alianza Lambda de Venezuela» el 20 de julio de 2000.
En 2001 la Alianza Lambda fue una de las agrupaciones creadoras de la Red GLBT de Venezuela, primera instancia formal de articulación entre asociaciones de la diversidad sexual en el país; estaba compuesta por Amazonas de Venezuela, Iglesia de la Comunidad Metropolitana, Acción Ciudadana contra el SIDA, Red Venezolana de Gente Positiva (RGV+), Sociedad Willis Wilde, Colectivo Tendencias del Grupo ASES de Venezuela y Unión Afirmativa de Venezuela, y se mantuvo activa hasta 2003. En octubre de 2001 fue lanzado el primer número de La Voz de Lambda, publicación oficial de la organización y que era repartida de manera gratuita en lugares de encuentro de la comunidad gay de Caracas. A fines de ese mismo año la Alianza Lambda organizó un foro de cine LGBT denominado «LambdaVisión».
En abril de 2003 la agrupación denunció públicamente a Radio Caracas Televisión (RCTV) por la caricaturización que se realizaba de los homosexuales en algunos personajes que formaban parte del elenco de las telenovelas Mi gorda bella y Trapos íntimos.
En 2009 la Alianza Lambda fue una de las organizaciones fundadoras de la Red de Lesbianas, Gays, Bisexuales, Trans e Intersexuales de Venezuela. También forma parte de las organizaciones internacionales ASICAL (Asociación para la Salud Integral y Ciudadanía de América Latina), ILGA (Asociación Internacional de Lesbianas, Gays, Bisexuales, Trans e Intersex), ILGALAC (ILGA Latinoamérica y el Caribe), ALANPROC-GT (Alianza Andina para la Promoción de la Ciudadanía Gay y Transexual), y Task Force de América Latina en VIH y HSH.
Entre las actividades que realiza la Alianza Lambda de Venezuela se encuentran campañas de visibilidad y jornadas de prevención en salud dirigida a la población de hombres que tienen sexo con hombres, lo cual ha contribuido a la apertura que se requiere en dichos espacios de opinión públicos para el abordaje de la homosexualidad bajo una óptica más respetuosa y objetiva.